# Nicholas Sarwark

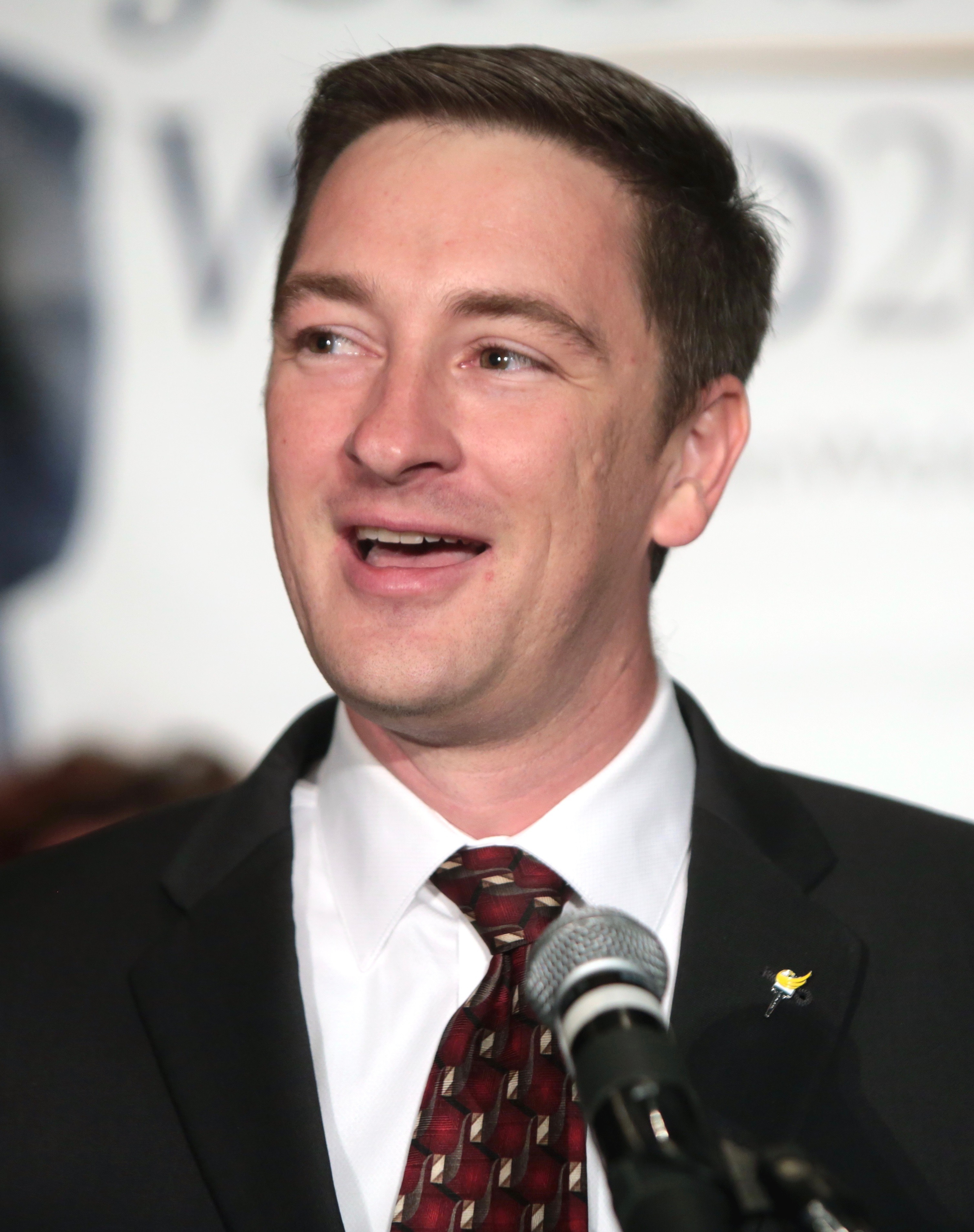
Nicholas Sarwark (2016)

Nicholas Sarwark (* 1979) ist ein US-amerikanischer Politiker. Er war von 2014 bis 2020 Vorsitzender der Libertarian Party.

## Leben
Sarwark engagiert sich seit 1999 in der Libertarian Party, in der er unter anderem Vorsitzender der Partei in Maryland und Vizevorsitzender in Colorado war. Er war beteiligt an der Initiative zur Legalisierung von Marihuana in Colorado, das nach einem Volksentscheid im Jahr 2012 legalisiert wurde.
Er wurde auf 2014 dem Parteitag in Columbus, Ohio zum Vorsitzenden der Partei gewählt.
Sarwark ist verheiratet und hat 4 Kinder. In Phoenix, Arizona war er im Vorstand einer Autohandelsfirma, die sich im Besitz seiner Familie befindet.